# Crismón de Quiroga

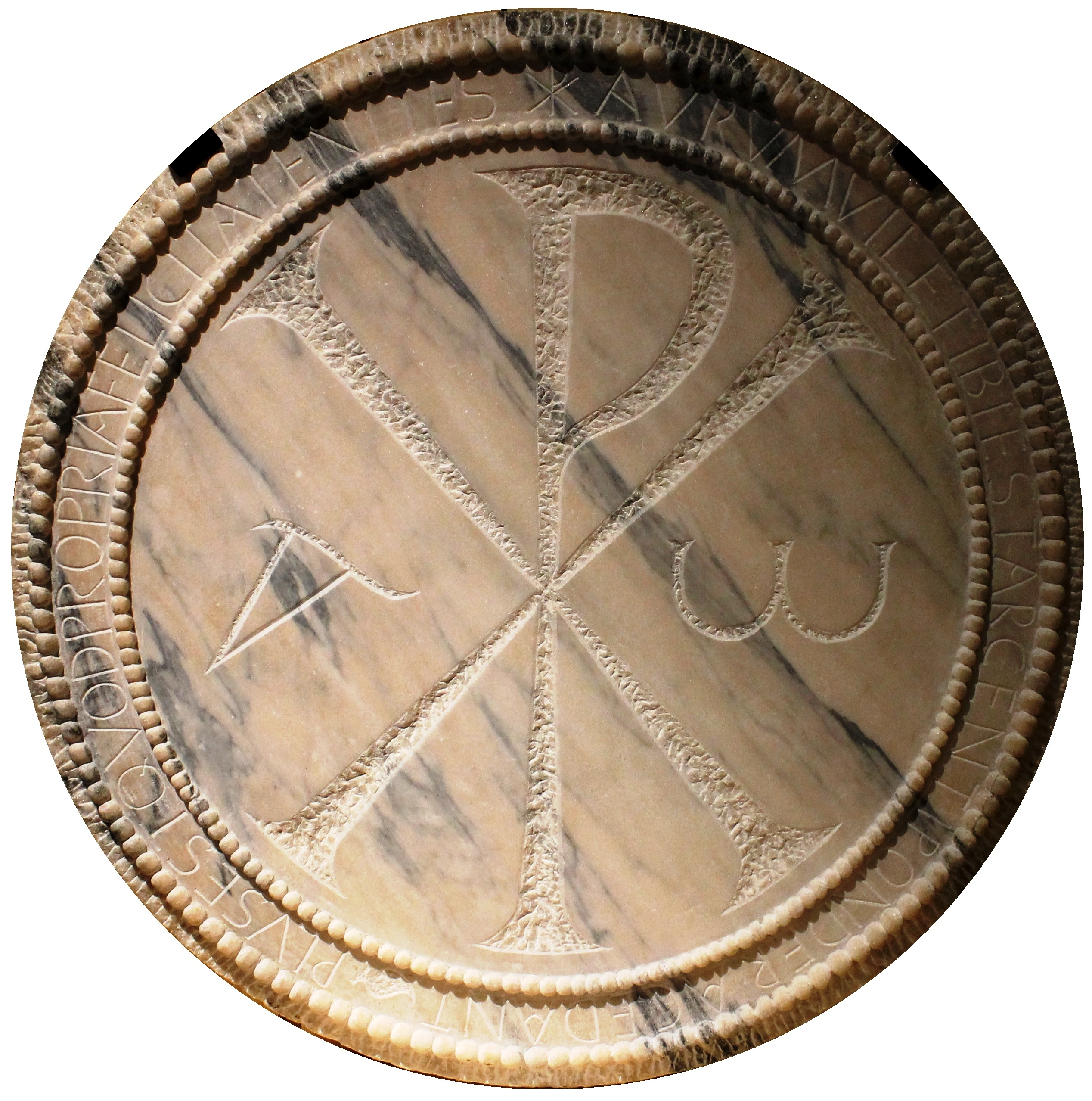
Réplica del Crismón de Quiroga en la exposición Gallaecia Petrea, actualmente en la iglesia de la Ermida en Quiroga.

El Crismón de Quiroga o Crismón de la Ermida (Quiroga) es una pieza circular de mármol tallada con una inscripción en latín e iniciales en griego. Hasta 1887 hizo de altar en la iglesia del siglo XII de Santa María de la Ermita aunque no se sabe desde cuando. En 1925 fue trasladado al Museo Diocesano y Catedralicio de Lugo donde está expuesto.

## Descripción
El Crismón de Quiroga es un disco de mármol gris veteado, material que podría proceder de las canteras de Incio. Mide 95 cm de diámetro, 6 cm de grosor y unos 120 kg de peso. La cara posterior es lisa, sin adorno alguno. La cara tallada tiene del lado exterior dos circunferencias de bolitas en forma de perlas entre las cuales hay un texto en latín. En la parte central del escudo están las letras griegas Χ y Ρ superpuestas precedida de la primera letra del alfabeto griego, (α)alfa y seguidas de la última letra, la (ω)omega.
Las letras griegas X y P son las iniciales en griego de Cristo, (Χριστός), y el par de letras Alfa y omega es una de las formas de referirse a Jesús.
La inscripción en letras en el borde de unos cuatro centímetros de altura dice lo siguiente:

AVRVM VILE TIBI EST ARGENTI PONDERA CEDANT PLVS
  EST QVOD PROPRIA FELICITATE NITES
El oro es cosa vil para ti; no digamos ya la plata;
 es mucho más lo que brillas por tu propia felicidad

El arqueólogo alemán Helmut Schlunk dató la pieza entre los años 420 a 450 d. C. y es junto a la tapa del sarcófago de Temes (Carballedo) la representación más antigua conocida del cristianismo en Galicia. Según Jaime Delgado Gómez el Crismón formó parte de un mausoleo erigido en honor de algún noble romano convertido al cristianismo y que murió cerca de la actual villa de Quiroga, en el lugar donde se ubica la Ermita.
Otra interpretación posible es la de una mesa ritual con fines adivinatorios de los Pontífices de la antigua provincia romana de Gallaecia. El texto contiene todas las letras del alfabeto latino: KX A V R M I L Y T B S G N P El D C H Q F. Amiano Marcelino describió un ritual ejecutado en el siglo IV. La mesa se situaba sobre un trípode metálico para su nivelación y los presentes se situaban alrededor de ella. Una esfera de vidrio recorría el perímetro del tablero deteniéndose en cada letra señalada. La repetición sucesiva de la operación permitía la escritura del mensaje o respuesta.